# سیارک ۶۹۷۱
سیارک ۶۹۷۱ (به انگلیسی: 6971 Omogokei، نامگذاری:1992CT) شش هزار و نهصد و هفتاد و یکمین سیارک کشف شده‌است که در ۸ فوریه ۱۹۹۲ کشف شد.
قدر مطلق سیارک برابر ۱۲٫۵۰ است.